# هانا مایلز
هانا مایلز (انگلیسی: Hannah Miles؛ زادهٔ ۱۳ آوریل ۱۹۹۸) بازیکن فوتبال اهل بریتانیا است.
وی همچنین در تیم‌های ملی فوتبال Wales women's national under-19 football team و زنان ولز بازی کرده‌است.